# Magdalon Monsen
Pour les articles homonymes, voir Monsen.
Magdalon Monsen est un footballeur norvégien né le 19 avril 1910 à Bergen et mort le 4 septembre 1953 dans la même ville. Il évoluait au poste d'attaquant.

## Carrière
Magdalon Monsen reçoit cinq sélections en équipe de Norvège entre 1935 et 1939.
Il joue son premier match en équipe nationale le 3 novembre 1935, en amical contre la Suisse (défaite 2-0 à  Zurich).
Il participe avec la sélection olympique aux Jeux olympiques de Berlin en 1936. Lors du tournoi olympique, il joue un match contre la Pologne (victoire 3-2 à l'Olympiastadion de Berlin). La sélection norvégienne remporte la médaille de bronze lors de ces Jeux.
Il reçoit sa dernière sélection le 17 septembre 1939, contre la Suède, lors du championnat nordique (défaite 2-3 à Oslo).

## Palmarès
- Médaillé de bronze aux Jeux olympiques de 1936 avec l'équipe de Norvège.